# 경남로봇고등학교
경남로봇고등학교(慶南로봇高等學校)는 대한민국 경상남도 함안군 대산면 평림리에 있는 사립 고등학교이다.

## 학교 연혁
- 1966년 11월 17일 : 대산농업고등학교 3학급 설립 인가
- 1972년 9월 12일 : 교명변경인가 대산상업고등학교
- 1986년 9월 26일 : 교명변경인가 함안대산종합고등학교
- 1999년 1월 14일 : 교명변경인가 함안대산고등학교
- 2004년 11월 11일 : 갈마정(디지털 도서관) 개관
- 2004년 11월 30일 : 헬스장(체력단련실) 개장
- 2014년 3월 1일 : 교명변경인가 경남로봇고등학교
- 2016년 3월 1일 : 학칙변경인가 로봇제어전자과 1학급, 로봇소프웨어과 1학급
- 2023년 1월 6일 : 제54회 41명 졸업(졸업생 누계 4,346명)
- 2023년 3월 1일 : 제20대 강미숙 교장 취임

## 설치 학과
- 스마트로봇전기과
- 로봇소프트웨어과

## 참고 자료
- 경남로봇고등학교 - 한국교육학술정보원 학교알리미